# Constantin Nikolaïevitch de Russie
Constantin Nikolaïevitch de Russie (Constantin Nikolaïevitch Romanov, en russe : Константин Николаевич Романов), grand-duc de Russie, né le 9 septembre 1827 à Saint-Pétersbourg et décédé le 13 janvier 1892, à Pavlovsk, en Russie, est un membre de la maison Romanov, grand-amiral de la Flotte impériale russe, chef du Département de la marine impériale russe et président du Conseil d'Empire.
Sous le règne de son frère aîné Alexandre II de Russie, Constantin Nikolaïevitch de Russie est grand-amiral de la Flotte impériale de Russie et joue également un rôle dans l'émancipation des serfs (moujiks). Comme vice-roi de Pologne, il a moins de réussite et est rappelé en Russie, où il est attaqué pour son libéralisme. Après l'assassinat de son frère en 1881, il tombe en disgrâce et s'oppose à son neveu, le nouveau tsar Alexandre III. Il perd alors progressivement l'ensemble de ses fonctions au sein du gouvernement.

## Famille

### Parents
Le grand-duc Constantin Nikolaïevitch est le deuxième fils et le cinquième enfant de l'empereur Nicolas Ier de Russie (1796-1855) et de son épouse la princesse Charlotte de Prusse (1798-1860), devenue, par son mariage, la tsarine Alexandra Feodorovna de Russie.

### Mariage et descendance légitime

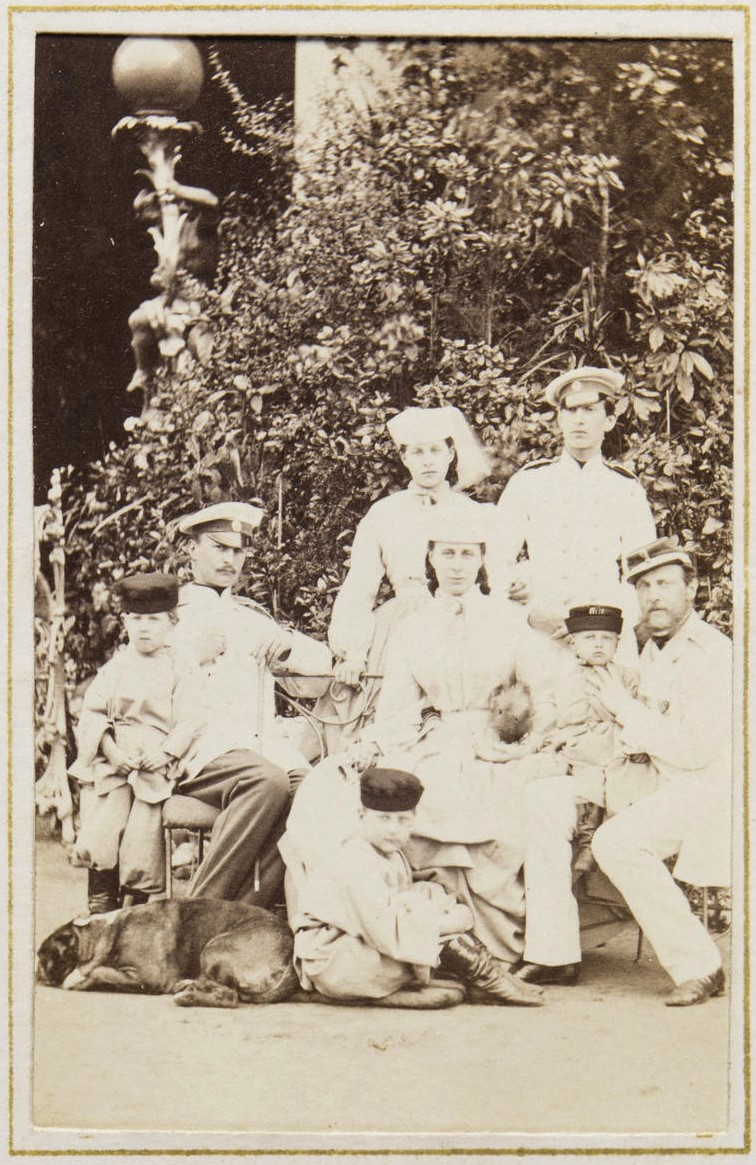
Le grand-duc Constantin Nikolaïevitch de Russie et sa famille.

Le 11 septembre 1848, le grand-duc Constantin Nikolaïevitch épouse, au palais d'Hiver de Saint-Pétersbourg, la princesse Alexandra de Saxe-Altenbourg (1830-1911). Devenue, après sa conversion à l'Orthodoxie, Alexandra Iosifovna, la princesse est la fille du duc Joseph de Saxe-Altenbourg (1789-1868) et de son épouse la princesse Amélie de Wurtemberg (1799-1848).
De cette union naissent six enfants :
- Nicolas Constantinovitch de Russie (1850-1918), grand-duc de Russie, qui épouse, en 1882, morganatiquement Alexandra von Dreyer (1861-1929) ;
- Olga Constantinovna de Russie (1851-1926), grande-duchesse de Russie, qui épouse, en 1867, le roi Georges Ier de Grèce (1845-1913) ;
- Vera Constantinovna de Russie (1854-1912), grande-duchesse de Russie, qui épouse, en 1874, le prince Eugène de Wurtemberg (1846-1877) ;
- Constantin Constantinovitch de Russie (1858-1915), grand-duc de Russie, qui épouse, en 1884, la princesse Élisabeth de Saxe-Altenbourg (1825-1927), fille du prince Maurice François de Saxe-Altenburg et d'Augusta de Saxe-Meiningen ;
- Dimitri Constantinovitch de Russie (1860-1919), grand-duc de Russie (fusillé à Saint-Pétersbourg) ;
- Viatcheslav Constantinovitch de Russie (1862-1879), grand-duc de Russie.

### Enfants illégitimes
De sa liaison avec Anna Kounetzova (1847-1922), le grand-duc Constantin est le père de cinq enfants qui portent le nom de Kniazev (Kniaz signifie prince en russe, Veliki Kniaz signifie grand-duc en français) :
- Sergueï Constantinovitch Kniazev (1873-1873) ;
- Marina Constantinovna Kniazev (1875-1941), qui épouse, en 1894, Alexandre Pavlovitch Erchov (1861-????), lui-même fils du général Paul Erchov ;
- Anna Constantinovna Kniazev (1878-1920), qui épouse, en 1898, Nicolas Nicolaïevitch Lialine (1869-1920), lui-même fils du général Nicolas Lialine ;
- Izmaïl Constantinovitch Kniazev (1879-1885) ;
- Lev Constantinovitch Kniazev (1883-1885).

D'une autre liaison, le grand-duc est le père d'une fille :
- Marie Condorusso (1860-????).

## Biographie

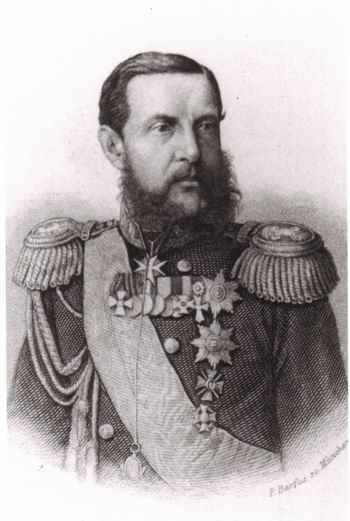
Le grand-duc Constantin Nikolaïevitch de Russie

### Enfance
Dans la première moitié du XIXe siècle, les enfants de la famille impériale sont habituellement placés sous la responsabilité des femmes, de la naissance à l'âge de sept ans. Toutefois, le jeune Constantin Nikolaïevitch est d'un caractère difficile et il est placé, dès l'âge de cinq ans, sous la tutelle masculine. Alors qu'il est encore enfant, son père l'empereur  Nicolas décide de son avenir et choisit d'en faire un amiral de la Flotte impériale russe. Pour cela, il choisit comme professeur l'amiral von Lütke, marin expérimenté qui, à vingt ans, a déjà parcouru le globe. L'amiral est un homme direct et audacieux qui n'a peur ni de la polémique, ni des vexations, et qui lègue ses qualités à son élève. Lütke enseigne au prince la marine et les sciences, mais lui remplit aussi la tête de contes marins et gagne ainsi son amitié pour la vie. L'étude des langues tient également une place très importante dans la formation du jeune homme : il apprend ainsi outre le russe, le français, comme toute l'aristocratie de l'époque, l'allemand, langue du commerce et de l'art militaire, et aussi l'anglais. À mesure qu'il grandit, les cours qu'il reçoit deviennent plus complexes. Il apprend les mathématiques, les statistiques et l'administration gouvernementale. Le grand-duc reçoit par ailleurs ses premières leçons d'exercices militaires. Il apprécie également la musique et apprend à jouer du piano et du violoncelle. Il aime le dessin et a une grande passion pour les arts. Constantin de Russie est un grand lecteur. Il est fasciné par Homère et il traduit l'Odyssée en allemand.
En 1835, Constantin de Russie accompagne ses parents en Allemagne et on lui enseigne à tenir un journal. Il reçoit à cette époque en cadeau un petit bateau avec lequel il navigue entre Peterhof et Cronstadt et passe ses journées en mer, ne rentrant que le soir. En 1836, accompagné de Litke, il entame une longue expédition en mer en voilier. Il obtient ensuite le commandement de la frégate russe Hercule, mise sous le commandement de Litke. Le grand-duc Constantin est traité de la même façon que les autres cadets de la marine, pendant sa formation militaire. Il prend des quarts de nuit sous la pluie et la tempête. Le grand-duc est promu capitaine à seize ans et sert comme commandant à bord de la frégate Ulysse. Il fait plusieurs escales le long du golfe de Finlande puis entreprend un voyage dans le sud de la Méditerranée.
Les conseils de sa tante, la grande-duchesse Hélène, ont une grande influence sur son éducation. la grande-duchesse prend en effet le grand-duc sous son aile, approfondit son goût de la littérature et la musique et lui présente les dernières découvertes scientifiques. La grande-duchesse, qui est connue pour ses idées libérales, a finalement une grande influence sur les opinions politiques de son neveu. Constantin de Russie débute sa vie publique comme mécène de la nouvelle Société impériale de géographie. Cette société est subordonnée au ministère de l'Intérieur et compte un nombre considérable de fonctionnaires libéraux, dont Milioutine. Il fonde un prix, la médaille Constantin, décernée aux explorateurs les plus distingués.

### Physique et caractère
Les membres masculins de la famille impériale sont célèbres pour leur prestance, leur belle apparence et leur haute stature. Cependant, Constantin de Russie est plutôt laid et de petite taille. Selon un observateur, « son teint était cireux, la couleur de ses cheveux était assez neutre, il ressemblait au sable de la mer du Nord. Ses yeux étaient gris, rêveurs et mi-clos, un nez énorme. Il avait une voix forte, une personnalité imposante, des manières brusques ». Avec ce tempérament, le grand-duc est un homme difficile et d'humeur souvent désagréable.

### Mariage et vie de couple

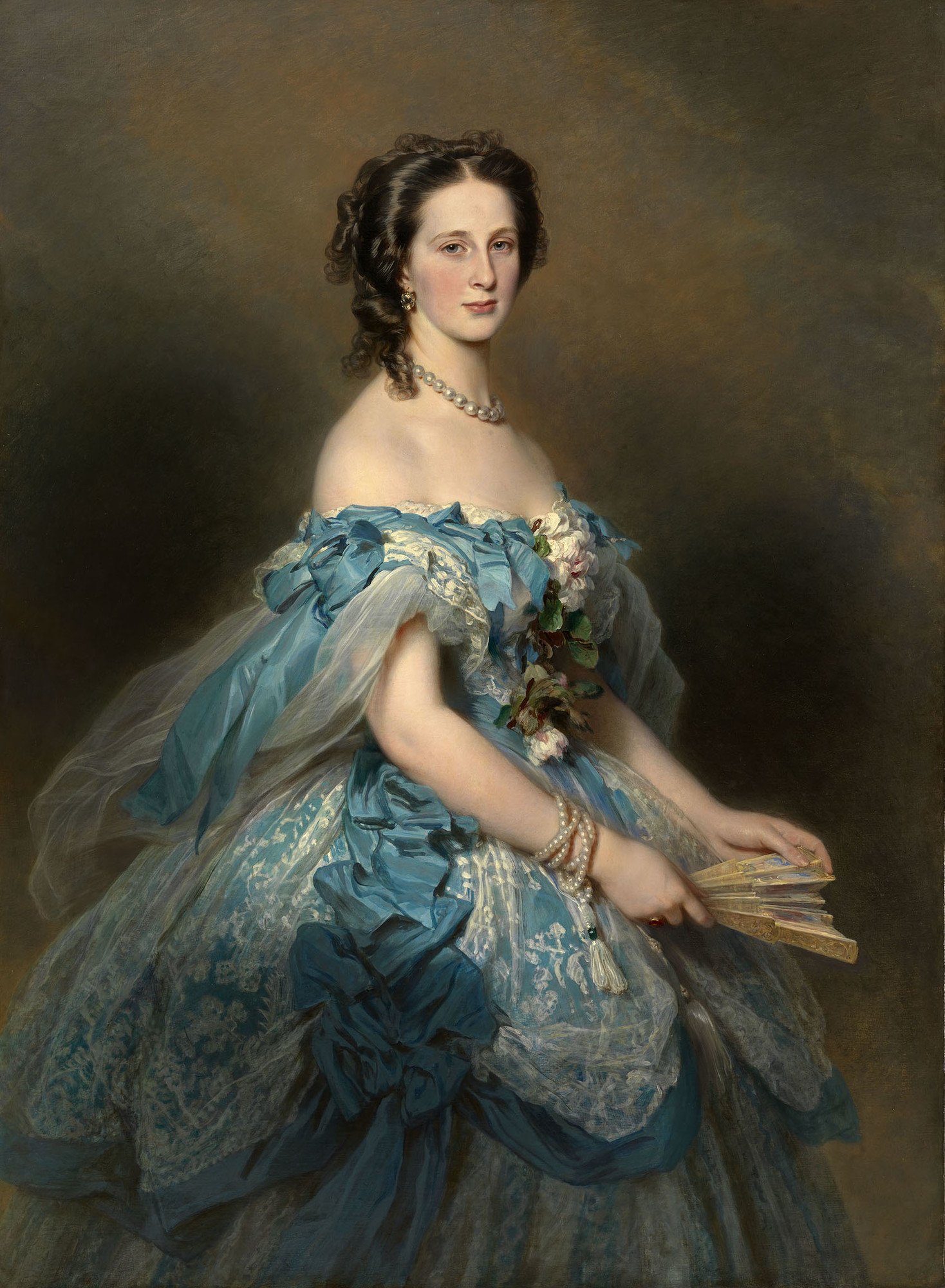
Alexandra Iosifovna

Une sœur de Constantin de Russie, la grande-duchesse Olga, épouse le prince héritier Charles de Wurtemberg (plus tard roi sous le nom de Charles Ier) en 1846. Le grand-duc accompagne alors le jeune ménage à Stuttgart, puis continue son voyage à Altenbourg. À la Cour des Saxe-Altenbourg, on lui présente la princesse Alexandra de Saxe-Altenbourg. Les parents de la jeune fille ont organisé la rencontre en pensant que la princesse pourrait s'accorder avec le grand-duc Constantin. Or, Alexandra est une jeune fille magnifique, grande et mince et le grand-duc désire l'épouser immédiatement.
Constantin de Russie est, à l'époque, âgé de dix-neuf ans tandis que la princesse Alexandra en a seize. Ils se fiancent, mais attendent encore deux ans pour se marier. La princesse Alexandra arrive en Russie le 2 octobre 1847. Elle se convertit à la religion orthodoxe en février 1848 et prend le nom d'Alexandra Iossifovna. Le mariage des deux jeunes gens a lieu au palais d'Hiver de Saint-Pétersbourg, le 11 septembre 1848.
Le grand-duc et son épouse forment d'abord un couple harmonieux. Tous deux sont d'ailleurs musiciens : Constantin Nikolaïevitch joue du violoncelle et Alexandra du piano.
Le grand-duc reçoit en cadeau de mariage le palais de Marbre et le Palais Strelna, donnant sur le golfe de Finlande. En 1849, il hérite, en outre, de son oncle, le grand-duc Michel Pavlovitch de Russie, du palais de Pavlovsk et, en 1860, à la mort de sa mère, du palais Oreanda en Crimée.

### Carrière militaire
Au décès de son oncle, le grand-duc Constantin Pavlovitch de Russie, le tsar Nicolas Ier de Russie le nomme chef du régiment de la garde de Finlande (1841).
En 1849, Constantin de Russie prend part comme jeune officier du côté des Autrichiens à la campagne de répression contre le soulèvement en Hongrie. C'est là son baptême du feu et il participe à trois dangereux affrontement sous le feu ennemi. Il reçoit la croix de saint Georges pour sa bravoure.
L'empereur Nicolas promeut son fils grand-amiral de la marine impériale russe et chef du Département de la marine impériale en 1853. Il est donc chargé de réformer la marine russe, inchangée depuis l'époque de Pierre le Grand.
Non seulement le grand-duc Constantin doit commander cette flotte archaïque, mais il doit également vivre le désastre de la guerre de Crimée. Son père meurt en 1855 pendant la guerre, et Constantin conseille à son frère de rechercher la paix pour une guerre déjà perdue. Il accompagne le nouveau tsar, Alexandre II en 1856, en Crimée pour constater les dévastations causées par le conflit. Ces premières expériences militaires provoquent chez le grand-duc une certaine détestation de la chose militaire, malgré sa loyauté vis-à-vis de l'empire et de sa Maison. Dès lors, en dépit de son intérêt pour la marine, il devient un homme de paix. Le grand-duc a ensuite d'étroites relations de travail avec Alexandre II et est à l'origine de nombreuses réformes. Il est également envoyé en mission diplomatique auprès de Napoléon III.

### Réformes de la marine impériale
Au début du règne d'Alexandre II, le grand-duc Constantin a à cœur de réformer la marine impériale. En 1857, il voyage en Angleterre et en France pour y étudier les marines modernes. Connaissant l'infériorité de la puissance militaire de son pays, il concentre ses efforts pour moderniser la flotte russe. Sur ses ordres, les vieilles frégates en bois équipées de canons sont remplacées par de nouveaux navires en acier équipés par de l'artillerie française et allemande. En 1857, il supervise un vaste programme de construction, transforme entièrement la marine impériale et lui donne ainsi une place parmi les superpuissances mondiales. Sur les ordres de Constantin Nikolaïevitch, la flotte de la Baltique reçoit dix-huit cuirassés, douze frégates et cent canons de marine. La flotte du Pacifique est renforcée par douze nouveaux navires blindés, neuf navires de transport et quatre frégates. Seule la flotte de la Mer Noire est négligée en raison de la restriction imposée après la guerre de Crimée. Néanmoins, le grand-duc ajoute dix-neuf navires, le maximum autorisé par les traités de paix.
Constantin le Réformateur doit affronter une bureaucratie qui obstrue ses moindres gestes, mais il est énergique et déterminé. Il ordonne une enquête approfondie sur la corruption dans l'armée, sur la censure dans l'empire russe. À chaque fois, il se montre brusque, d'un tempérament vif et d'un total mépris pour les personnes s'opposant à lui.
Comme il est d'usage avec les réformateurs, Constantin de Russie est à la fois loué et méprisé. Un critique le désigne comme  « plus intelligent et capable que son frère Alexandre II », mais le déclare : « trop égocentrique pour prendre un réel intérêt pour le bien-être des autres ». Toutefois, les réformes entreprises par le grand-duc ont une influence durable sur la marine impériale russe. Il fait reconstruire, renforcer des navires avec un nouveau blindage, il remplace les vieux navires et frégates en bois du règne de son père en navires à vapeur. Il hisse la Russie au troisième rang de la puissance navale mondiale, une force navale reconnue pour sa force et crainte pour sa discipline.

### Émancipation des serfs
La plus importante de toutes ses réformes est l'émancipation des serfs ou moujiks. Cette politique est très impopulaire auprès de certaines couches de la noblesse. Lorsqu'un comité est nommé pour travailler sur cette réforme, des difficultés surgissent. En septembre 1857, l'empereur Alexandre II demande à Constantin Nikolaïevitch de rejoindre le comité chargé de réformer le servage. Le tsar est d'une nature hésitante, Constantin plus énergique et plus vif. Il ne se soucie pas de l'opinion des autres.
En 1858, un groupe pour l'émancipation des serfs est formé. Il est composé uniquement de membres progressistes, tels que le grand-duc Constantin, Yakov Rostovtsev, Lanskoy, Nicolas Milioutine, et leurs alliés remplacent le Comité de réforme du servage créé en 1857. Mais, même avec ce nouveau comité les progrès enregistrés sont lents, d'autant plus que plusieurs de ses membres s'opposent brutalement au grand-duc. Deihards utilise ainsi tous les moyens possibles afin de freiner l'évolution de la réforme. Le grand-duc Constantin est en fait confronté à un comité divisé, d'un côté les réformateurs ayant pour intention de faire promulguer la loi immédiatement par l'empereur, de l'autre, un groupe d'aristocrates conservateurs s'opposant avec véhémence à l'émancipation des serfs. Constantin Nikolaïevitch est particulièrement méprisant à l'encontre des nombreuses protestations des aristocrates critiquant son plan. Cette fonction est difficile à tenir et les pressions sur le grand-duc sont énormes.
Bien qu'il reçoive le soutien inébranlable de son frère, après douze mois de tempête, le grand-duc décide qu'il est las de « l'ignoble noblesse ». Frustré, découragé, il repart en croisière à l'étranger. Mais, un an plus tard, reposé, il retourne à son poste. La détermination des deux frères finit par payer. Un plan général de procédure est produit et, presque cinq ans après, l'émancipation des serfs est promulguée par un oukaze en 1861. Alexandre II de Russie remercie alors publiquement son frère pour sa contribution dans l'émancipation des serfs.

### Vice-roi de Pologne

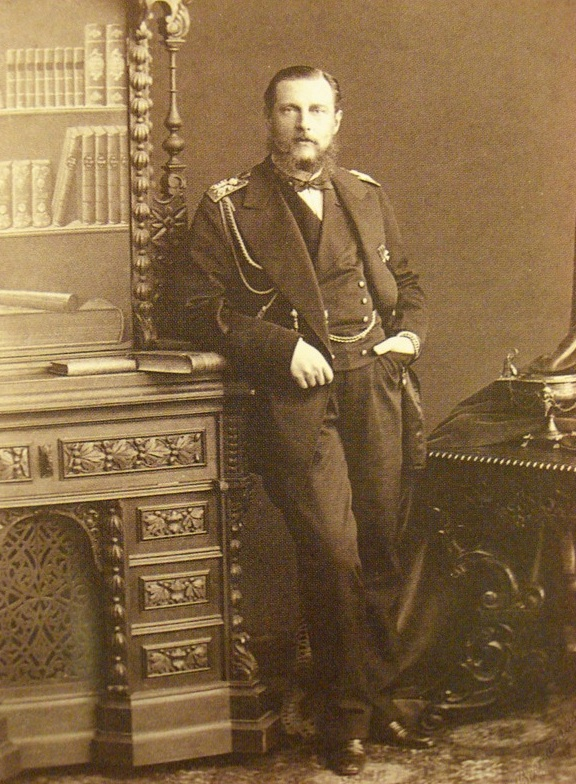
Grand-duc Constantin Nikolaïevitch de Russie vice-roi de Pologne en 1860.

Les régions polonaises attribuées au XVIIIe siècle à la Russie se soulèvent en 1861 et sont placées sous la loi martiale. Alexandre II a besoin d'un gouverneur habile pour reprendre en main la Pologne et il nomme donc son frère à ce poste. Le grand-duc arrive à Varsovie au début de l'année 1862 comme nouveau représentant du tsar en Pologne. Le 4 juillet 1862, deuxième journée du grand-duc comme gouverneur, un apprenti tailleur et nationaliste polonais du nom de Jonza voit le grand-duc se diriger vers le théâtre de Varsovie et tire sur lui, le blessant à l'épaule.
Malgré l'envoi d'un télégramme du tsar lui intimant l'ordre de rentrer à Saint-Pétersbourg, le grand-duc, soutenu par son épouse, préfère demeurer à Varsovie. Tandis que son agresseur est jugé et pendu, le grand-duc Constantin demande publiquement aux Polonais de cesser leurs violences. Après cette agression, le grand-duc ne sort plus qu'encadré de cosaques.
Son épouse, née Alexandra de Saxe-Altenbourg, donne naissance à leur sixième et dernier enfant en juillet 1862 à Varsovie. Par déférence envers le peuple polonais, le couple décide de donner à leur fils un nom de baptême polonais, Vaslav (Wacław, en polonais), mais le gouvernement russe insiste ensuite sur la nécessaire russification du nom de l'enfant qui devient donc Viatcheslav. Alexandre II choisit comme parrain de l'enfant le tsarévitch Alexandre (futur Alexandre III de Russie) et celui-ci se rend à Varsovie pour la cérémonie de baptême, mais lors d'un dîner le jeune homme de dix-sept ans fait preuve de maladresse et renverse une carafe de vin rouge sur la table. Le grand-duc Constantin morigène alors brusquement son neveu et déclare : « Voyez ce cochon qu'ils nous ont envoyé de Saint-Pétersbourg ». Le futur Alexandre III gardera dès lors une rancune tenace envers son oncle, à qui il ne pardonne pas de l'avoir humilié.
Ignorant les conseils de son frère aîné et de ses généraux, le grand-duc sympathise avec les Polonais. Il met un terme à la loi martiale et entreprend un programme de libéralisation. Le polonais est rétabli comme langue administrative, les universités sont rouvertes et des Polonais sont nommés à des postes administratifs. Le prince rassemble par ailleurs autour de lui un tribunal composé de Polonais et de Russes afin d'apaiser la population. Mais Constantin comprend très vite que les réformes ne vont pas assez loin pour les nationalistes polonais qui désirent simplement obtenir leur indépendance, par la force si nécessaire.
Sur ordre de l'empereur Alexandre II, Constantin Nikolaïevitch ordonne la conscription forcée de certains jeunes polonais. Cet ordre, annoncé au Nouvel An 1863, n'est à l'origine pas conçu pour l'enrôlement dans l'armée, mais pour arrêter un certain nombre de jeunes radicaux polonais estimés comme dangereux pour la sécurité publique. Cette mesure se retourne toutefois contre le grand-duc et marque le déclenchement de l'Insurrection de janvier. La résistance nationale tourne en rébellion générale. Elle se propage dans les neuf provinces anciennement connues sous le nom de région occidentale de la Russie, où les grands propriétaires de la noblesse et le clergé catholique sont prêts à donner libre cours à leur haine de la domination russe.
Les combats intenses, les protestations, les grèves et même les assassinats politiques risquent de compromettre les progrès réalisés d'une façon si énergique par le grand-duc Constantin. Il doit donc proclamer la loi martiale et réprimer sévèrement le soulèvement. Habile dans les questions navales, Constantin de Russie n'est pas à la hauteur pour régler les questions de luttes politiques. En août 1863, il demande au tsar Alexandre II de le relever de ses fonctions de vice-roi et l'empereur, conscient des difficultés rencontrées par son frère, accepte sa démission. Cette insurrection est étouffée par le conservateur Friedrich Wilhelm von Berg, nommé vice-roi de Pologne à la place de Constantin de Russie.

### Conseil d'État
De retour à Saint-Pétersbourg, le grand-duc consacre toute son attention à la marine. Pendant ses sept années au Département de la marine, il modifie les lois, réorganise la formation des recrues et réussit à transformer les sombres conditions de vie à bord de la plupart des navires pour les rendre plus conformes aux normes et aux attentes. Les châtiments corporels (knout) sont abolis en 1863 et le système de recrutement de la marine est radicalement modifié.
Le tsar Alexandre II apprécie le travail de son frère et le nomme Président du comité de magistrature. Pendant de longues sessions, le grand-duc ordonne des mesures pour moderniser les lois de l'empire russe et pour aligner celui-ci sur les autres grands pays. En reconnaissance de ses services, Alexandre II le nomme Président du Conseil des ministres en 1865. Il demeure Président du Conseil d'Empire pendant seize ans. Bien que manquant de tact, le grand-duc a toujours l'oreille du tsar et défend ses points de vue au Conseil, ce qui lui crée également de nombreux ennemis.
Constantin de Russie préside également de nombreuses institutions russes. Il est président de la Société russe de Géographie (jusqu'en 1892), président de plusieurs sociétés savantes, y compris la Société musicale russe. Il promeut la cause slave et voit l'avenir de la Russie à l'Est. Considérant que l'emprise russe sur l'Alaska constitue un fardeau pour l'Empire, le grand-duc réussit à convaincre Alexandre II de vendre cette région aux États-Unis en 1867.

### Crise dans le couple de Constantin Nicolaïevitch et d'Alexandra

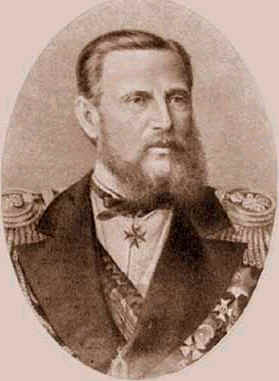
Le grand-duc Konstantin Nikolaïevitch de Russie

Constantin Nikolaïevitch est un bon père de famille. En 1867, sa fille aînée, la grande-duchesse Olga Constantinovna de Russie, épouse le roi Georges Ier de Grèce. Le grand-duc montre d'abord sa réticence concernant le mariage de sa fille, âgée de seulement seize ans. En 1868, la grande-duchesse Olga Constantinovna, devenue reine, met au monde son premier enfant et le nomme Constantin, comme son propre père. L'union de sa fille aînée coïncide avec l'éclatement de son mariage. Bien qu'âgé de quarante ans, les luttes et les épreuves des années 1850, son travail dans la marine et les réformes judiciaires ainsi que l'émancipation des serfs ont vieilli prématurément le grand-duc. Parallèlement, Alexandre II de Russie s'éloigne de sa politique de réformes et l'influence de Constantin Nikolaïevitch amorce son déclin. Le prince commence donc à se concentrer davantage sur sa vie personnelle. Après vingt ans de mariage, il s'est éloigné de son épouse, leurs divergences de vue politiques et d'intérêts ont lentement sapé les fondements de leur mariage. De fait, Alexandra de Saxe-Altenbourg est aussi conservatrice que son époux est libéral. Trop absorbée par son mysticisme et sa propre beauté, la princesse allemande pousse Constantin Nikolaïevitch à se détourner d'elle et à chercher ailleurs ce qui manque à sa vie. En 1860, le grand-duc a une première fille illégitime, Maria Condousso. Vers 1880, la jeune fille est envoyée en Grèce, elle devient dame de compagnie de sa demi-sœur, Olga Constantinovna. Maria Condousso épouse ensuite un banquier grec. Peu de temps après la naissance de la jeune fille, le grand-duc entame une nouvelle liaison. Vers 1868, il commence à poursuivre de ses assiduités une jeune danseuse du Conservatoire de Saint-Pétersbourg, Anna Vassilievna Kousnetzova, une talentueuse ballerine et mime. La danseuse est la fille illégitime de la ballerine Tatiana Markianovna Kousnetzova et de l'acteur Vassili Andreïevitch Karatyguine. Anna Kousnetzova a vingt ans de moins que le grand-duc et elle repousse, tout d'abord, ses avances. Mais en 1873, elle donne naissance à leur premier enfant (nommé Sergueï Constantinovitch Kniazev).
Constantin Nikolaïevitch de Russie achète à sa seconde famille une grande et confortable datcha, près du palais de Pavlovsk, et la maîtresse du grand-duc et ses enfants illégitimes résident donc près de son épouse officielle. Une fois de plus, le grand-duc donne des munitions à ses ennemis.
En 1874, un scandale éclate lors de la découverte des idées révolutionnaires et de la vie dissipée du fils aîné de Constantin Nikolaïevitch, le grand-duc Nicolas Constantinovitch. Dans la chambre de sa mère, ce dernier dérobe, avec la complicité de sa maîtresse, une courtisane américaine, trois précieux diamants provenant d'une icône. Âgé de vingt-quatre ans, Nicolas Constantinovitch est reconnu coupable et est banni à vie de la Russie impériale. Le grand-duc Constantin Nikolaïevitch subit un autre coup du sort en 1879, quand son plus jeune fils légitime, le grand-duc Viatcheslav Constantinovitch de Russie, décède subitement d'une hémorragie cérébrale.

### Le déclin
Président du Conseil d'État depuis 1865, Constantin Nikolaïevitch de Russie travaille à l'élaboration d'un projet de constitution  que son frère, le tsar Alexandre II, doit approuver et promulguer quelques jours plus tard. Mais l'empereur est assassiné par Narodnaïa Volia le 1er/13 mars 1881. Pour Constantin Nikolaïevitch et ses collègues réformateurs l'assassinat du tsar et l'accession au trône d'Alexandre III mettent fin à leurs espoirs. Le nouvel empereur détruit le document élaboré par son oncle et demande même à ce dernier de démissionner de ses fonctions. Le grand-duc refuse tout d'abord de quitter le pouvoir, arguant du fait que l'ex-tsar l'a nommé pour le servir ainsi que ses successeurs. Il répond donc à son neveu : « En ma qualité de Président du Conseil d'État et comme amiral de la marine impériale, je prévois de servir Votre Majesté avec autant de foi et d'énergie ». Mais ce n'est pas là la réponse attendue par le nouveau souverain et, à la seconde demande, le tsar ne suggère pas à son oncle de démissionner mais lui en intime l'ordre. Après seize ans de Présidence au Conseil d'État, Constantin Nikolaïevitch de Russie est donc dépouillé de toutes ses fonctions. Il est remplacé par son jeune frère, le grand-duc Michel Nikolaïevitch, beaucoup plus souple que lui. Le tsar Alexandre III prive également le grand-duc de sa fonction de chef du Département de la Marine impériale russe, qui est remise au grand-duc Alexis Alexandrovitch. Enfin, Constantin Nikolaïevitch est exclu la Cour impériale.
Cette privation de toutes ses fonctions atteint gravement le toujours dynamique et énergique Constantin Nikolaïevitch de Russie, qui part à la dérive, sans véritable rôle à assumer au sein de la Russie impériale. Passionné de jeu d'échecs, il publie des revues internationales, mais cela ne peut remplacer sa position au centre des affaires. Il passe de plus longs moments au sein de sa seconde famille, humiliant un peu plus son épouse légitime. Sans occupation, Constantin Nikolaïevitch passa l'essentiel de son temps à Pavlovsk, voyage à l'étranger ou demeure dans son palais d'Oreanda, en Crimée. En 1884, un incendie détruit le palais dans sa totalité et celui-ci n'est pas reconstruit. Constantin Nikolaïevitch réside donc ensuite dans un pavillon en bois. Une nouvelle tragédie frappe le grand-duc, en avril 1885, lorsque ses deux fils illégitimes, Ismaël Constantinovitch Kniazev et Lev Constantinovitch Kniazev, décèdent de la scarlatine. Sur les cinq enfants de Constantin Nicolaïevitch de Russie et d'Anna Kouznetzova, seules deux filles, Marina et Anna, survivent à leurs parents.
Avec ses enfants légitimes, le grand-duc est très proche de sa fille aînée, la grande-duchesse Olga Constantinovna. En 1883, il lui rend visite en Grèce. Son petit-fils, le prince Christophe de Grèce, hérite de son grand-père sa voix forte et brusque.

### Fin de vie
En 1886, Constantin Nikolaïevitch s'emporte à la suite de la décision du tsar Alexandre III de Russie d'accorder le titre de grand-duc aux seuls enfants et petits-enfants des empereurs. Pour Constantin Nikolaïevitch, cela signifie en effet que ses propres petits-enfants reçoivent seulement le titre de princes impériaux de Russie. Le grand-duc est banni de la Cour impériale mais à l'occasion du mariage de sa petite-fille, la princesse Alexandra de Grèce, avec le grand-duc Paul Alexandrovitch de Russie en 1889, le tsar l'invite à se rendre au palais impérial. Au début d'août 1889, Constantin Nikolaïevitch subit un grave accident vasculaire cérébral qui le prive de l'usage de ses jambes et de la parole. La dégradation de son état de santé frappe durement le dynamique grand-duc. Invalide, il est confié aux soins de son épouse légitime, qui peut alors assouvir sa vengeance pour les infidélités et les humiliations causées par son époux. La princesse ne parvient pas à expulser Anna Kousnetzova et ses enfants de la datcha offerte par le grand-duc, mais elle fait en sorte que Constantin Nikolaïevitch ne puisse plus se rendre auprès de sa seconde famille.
Constantin Nikolaïevitch de Russie tente de convaincre ses fidèles gardiens afin de l'amener auprès de sa seconde famille, mais ceux-ci obéissent à des ordres stricts et ont pour consigne de faire semblant de ne pas comprendre les souhaits de l'invalide. Ulcéré par ces mauvais traitements, Constantin Nikolaïevitch saisit un jour la princesse Alexandra de Saxe-Altenbourg par les cheveux et la frappe à l'aide d'un bâton avant que quiconque ne puisse intervenir.

### Décès et inhumation
Le grand-duc Constantin Nikolaïevitch décède à Pavlovsk le 13 janvier 1892. Avant son décès, Alexandra de Saxe-Altenbourg invite Anna Kousnetzova et ses deux filles à lui rendre visite une dernière fois.

## Généalogie
Constantin Nikolaïevitch de Russie est le fondateur de la seconde branche issue de la première branche de la Maison d'Oldenbourg-Russie (Holstein-Gottorp-Romanov), elle-même issue de la première branche de la Maison d'Holstein-Gottorp. Ces trois branches sont issues de la première branche de la maison d'Oldenbourg. Il fonda la branche agnate des Konstantinovitch. Constantin Nikolaïevitch est l'ascendant du prince Alexandre Romanovski-Iskander, dont la branche s'est éteinte en 1992 avec la mort du prince Cyrille Romanovski-Iskander.